# Кириленко, Иван Павлович
Ива́н Па́влович Кириле́нко (1853 — после 1906) — член I Государственной Думы от Полтавской губернии, участник русско-турецкой войны 1877—1878 годов.

## Биография
Православный, крестьянин местечка Горошина Хорольского уезда.
Участвовал в русско-турецкой войне 1877—1878 годов, в том числе в защите Шипкинского перевала. Был награждён Знаком отличия Военного ордена 4-й и 3-й степени. Грамоте научился в полку.
Выйдя из военной службы, занимался хлебопашеством, имел 5 десятин земли. Два года состоял кандидатом в старшины.
В 1906 году был избран в члены I Государственной думы от Полтавской губернии съездом уполномоченных от волостей.  По современным данным входил в группу беспартийных, однако трудовики в своём издании «Работы Первой Государственной Думы» указывают его принадлежность к «Трудовой группе.
Дальнейшая судьба неизвестна.